# 跨媒體製作
跨媒體製作是將智慧財產權透過不同傳播媒體（載體）的製作（例如电影、电视剧、电台、电游、电视节目），以提昇廣告效應、增加經濟規模、或回饋消費者、擴大促銷商品等。內容包括原始作品的角色、設定、商標。

## 概念
英語稱為「媒體連鎖」的商業手法，指將角色等要素藉由特許拓廣至其他媒體。「跨媒體連鎖」（transmedia franchise）或「多媒體連鎖」（multimedia franchise）將智慧財產權擴及至兩種以上的媒介。對業主來說，通過多元的營收標的可以擴展商業盈利能力，並且可以創造出消費者強烈的認同感與持有感。亞瑟斯（Aarseth）描述，按照昂貴產品的成本回收邏輯，需要認識到僅推出單一媒介其實是失去了更多機會，樸直不如適時的發佈產品，新產品發佈應提高品牌知名度，而交叉工作能力是成功的關鍵。《美國偶像》第一季冠軍凱莉·克萊森和RCA唱片簽約，發行的首張單曲《閃亮的日子》（A Moment Like This）並成為美國Billboard Hot 100榜首。成果引發了後來的全國巡迴演唱會、《美國偶像》專書成為暢銷書籍、更拍成了電影《熱舞狂潮》（From Justin to Kelly）。跨媒體連鎖或媒體連鎖經常用來敘述熱門作品的改編，像是小說暮光之城系列拍成了5部電影。跨媒體連鎖通常通過開發某媒體中變得流行的一個角色或虛構世界，然後通過許可協議擴展到其他媒介，並且尊重連鎖產品的角色和設定。而Video game franchises指的是電子遊戲系列。
和製英語「媒體混合」（media mix），指將具有一定程度以上經濟效果的作品，製作出數種副產品展開商業行為。和mixed media（綜合媒材）完全不同。日本的media mix原為廣告用語，在宣傳商品時運用不同種類的傳播媒體以相互補足缺點的手法。後來多指若娛樂作品達到相當經濟效應時，透過不同媒介製作出多種副作品擴張服務對象及促銷商品的手法。media mix的media取自「媒體」，而mix源自「promotion mix」（促銷組合）。以克魯曼（H. E. Krugman）的1人3次廣告接觸頻率便足夠的「三打理論」（Three Hits Theory）為發展基礎理論，計畫出配合各種媒體的最合適廣告手段。目的在有限成本內得到最大廣告效果。在日本，1973年小松左京的小說《日本沉沒》在光文社發行後立即製作成電影、廣播劇、電視劇等多種型態，相輔相成之下成為暢銷書籍，可謂是大規模跨媒體製作案例的先驅，然而類似例子在更早之前便已不少，起源說並沒有定論。有研究家認為，1963年的《鐵臂阿童木》標記了日本市場的轉變：從注重商品的內容，轉變為「將角色形象重疊至商品形象」。馬克·斯坦伯格（Marc Steinberg）在他的著作《Anime's Media Mix》詳述了日本media mix的演變。用語（動畫化）、（遊戲化）、（小說化）、（漫畫化）意即改編成動畫等作品。
在個別的定義上而言，媒體連鎖著重在原始要素的拓廣，可以描述為熱門作品的改編；media mix注重於提升智慧產權在不同媒介的曝光率與產品促銷，通常在企畫初期便考慮在多個載體推出相關作品。兩者之間有部分重疊之處。
中文稱呼之一的「多媒體展開」極容易和「多媒體（Multimedia）＋展開～」、「多媒體展＋開～」混淆。
在出版領域，跨媒體製作特別指在印刷前製程中，對不同媒體調整製作方法，以達到資料最佳表現方式。

## 其他形式發展

### 虛構作品
跨媒體製作趨於從初始媒體跨至其他形式。文學系列往往轉運到電影，如福爾摩斯、珍·瑪波、和其他流行偵探作品，以及超人、蜘蛛人、超級英雄等熱門漫畫。
電視劇和電影經常擴展至小說，尤其是奇幻與科幻類型作品，像是星艦奇航記、超時空博士、星際大戰等。同樣地，這兩類小說、電影、電視劇也往往改編成動畫影集或電子遊戲。

### 非虛構作品
報告文學系列包括傻瓜書（中国大陆旧译阿呆系列，现译达人迷）與完全簡易手冊（The Complete Idiot's Guide to...）的工具書等類型。
一個持久而廣泛的例子譬如花花公子企業，其事業擴張遠超越了所擁有的成功雜誌《花花公子》，在首次發行的數年後，將企業發展成模特兒經紀公司、擁有一些電視節目（《花花公子的閣樓》，1959年）、自己的電視頻道。25年後，花花公子發佈了私人俱樂部、餐廳，電影院、廣播節目、錄影帶首映、音樂與書籍出版（包括原創作品等），其他更有鞋類、各種服飾、珠寶、家居用品（燈具、鐘錶、寢具、玻璃製品）、吉他、賭博用品（撲克牌、彈珠機）、寵物用品、撞球、臥室附屬物、增強，與數不盡的相關商品。

## 跨媒體製作的問題

### 成本效益降低
進入2000年代後，許多作品以某種形式展開媒體製作，僅2種類製作變得難以吸引大眾關心。對此增加的工程與成本負擔，亦有企業質疑跨媒體製作的成本效益，認為應該思考進入新的媒體展開時期。

### 著作權管理困難
日本的製作委員會方式的著作權管理非常嚴格，使得想要以近年在世界引起風潮的「日本動畫、漫畫」改編作品的好萊塢等對此表示不滿。

### 複雜的劇情設定
尤其在動畫作品，加入了過多複雜的前提與設定。觀眾必須先看過其他媒體作品否則難以理解或得到樂趣，造成動畫本身無法活用設定、在說明不足下添加過多要素，產生只看動畫無法完全了解故事的結果。

### 背離原作
特別在連載、系列作品上，作品僅剛開始數個月的期間，便於企畫初期同時決定展開跨媒體製作，在原作和作者尚未足夠累積故事發展與設定的狀態下，進行相關作品的製作。相關作品即使在製作初期会配合著原作的氛圍，但必然會以獨創性為主，結果使得作品內容與原作發生乖離，像是在角色能力上產生重大矛盾等。
原作若為長期系列作品，伴隨著故事發展與變化，可能個性、氛圍、甚至主旨完全變調。
在此之上，當相隔一段期間後再次改作時，可能和前次作品無法順利整合。因此，有時候亦會發生原作配合改編作品內容的情況，或者甚至陷入不得已將過去的跨媒體製作的相關作品當作「沒有發生過」的窘境。

### 預算困難
跨媒體製作是追求利益而發展出來的形式，但因為出資公司的狀況，不乏有被迫以低於以往單一形式的預算來製作。因此預算管理變得相當嚴峻。
其結果容易導致予算（实际投入资金）不足，使得方針被迫改變，不得不對製作人員做調整。配音員的人事費刪減有實質上的困難，最後多將矛頭指向作畫部門。過度鑽謀節約成本的後果就是，難以維持品質管理，甚至可能在委託國外的部分、或預算問題下造成製作人員的缺口，產生品質上的瑕疵。
此外，贊助商為了把握作品的潮流，無視製作現場情況、安排不合理的計畫進度也是一項原因。这也造成品質與內容有重大問題的作品問世，對原作作品的銷售沒有正面幫助，企畫最後得到與跨媒體製作目的背道而馳等結果。

## 外部連結
- Slate: "The Midas Formula (How to create a billion-dollar movie franchise)" （页面存档备份，存于）
- Box Office Mojo: Film franchise earning comparison （页面存档备份，存于）